# Église Sainte-Anne de Lyon
Pour les articles homonymes, voir Église Sainte-Anne.
L'église Sainte-Anne de Lyon est un ancien édifice voué au culte catholique et situé place Sainte-Anne dans le 3e arrondissement de Lyon. L'église, inachevée et vétuste, est détruite en 1939 et remplacée comme église paroissiale par l'église du Sacré-Cœur bâtie entre 1922 et 1934. Cette dernière, comme l'église Sainte-Anne, reste inachevée.

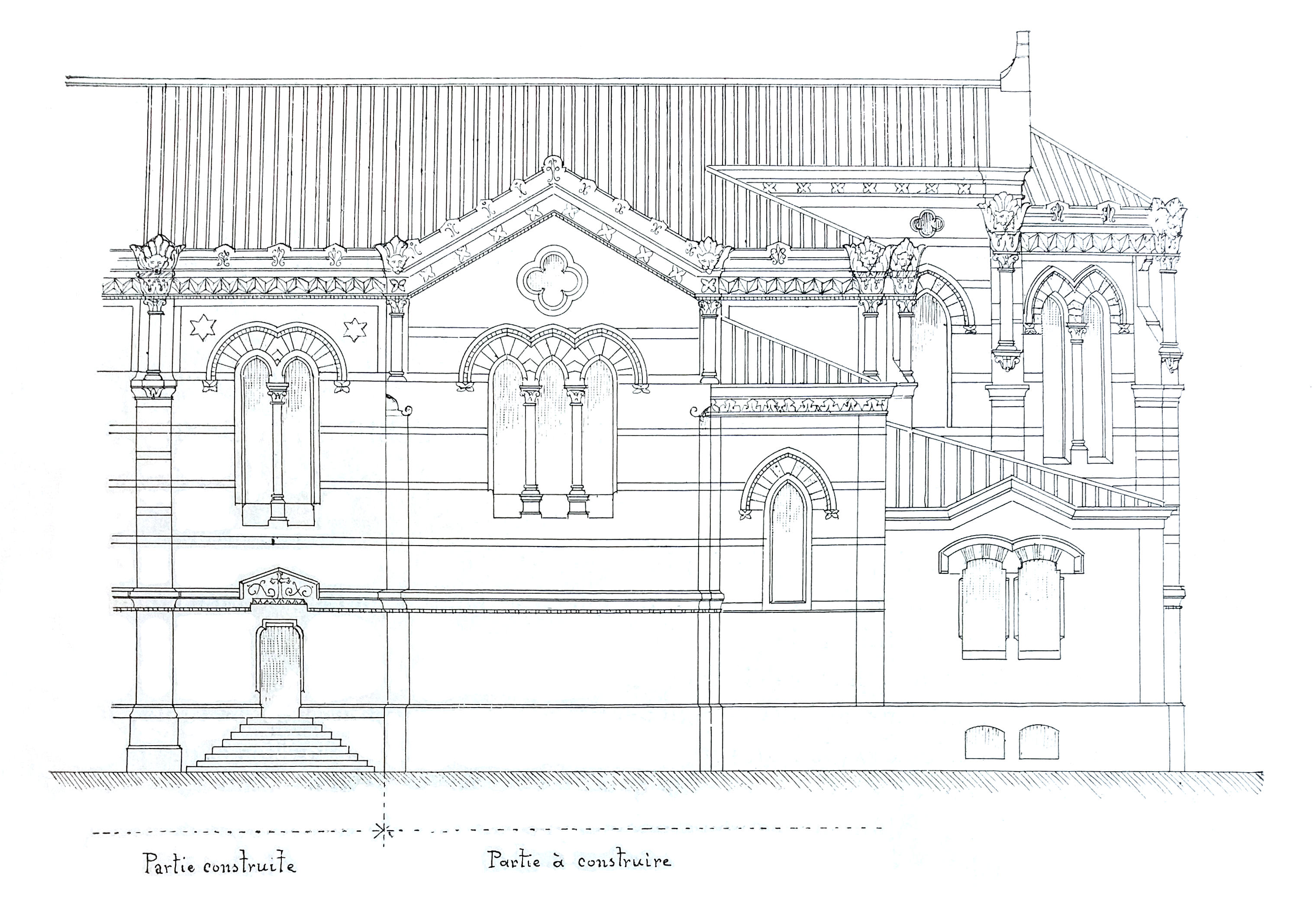
Élévation latérale de l'église